# 엘리사베타 포치
엘리사베타 포치(Elisabetta Pozzi, 1955년 2월 23일 ~ )는 이탈리아의 배우이다.